# Hoquiam
Hoquiam (ˈhoʊkwiəm) ist eine City im Grays Harbor County im Bundesstaat Washington (Vereinigte Staaten). Im Jahr 2020 hatte der Ort 8776 Einwohner.

## Geschichte
Hoquiam wurde am 21. Mai 1890 offiziell eingetragen. Der Name der Siedlung ist aus der Sprache eines örtlichen indigenen Volkes abgeleitet und bedeutet „hungrig auf Holz“.
Die Stadtgrenze zu Aberdeen bildet die Myrtle Street. Beide Städte haben eine gemeinsame Wirtschaftsgeschichte, obwohl Hoquiam sich stets um Eigenständigkeit gegenüber dem größeren Nachbarn bemüht hat. Hoquiam und Aberdeen stehen seit langer Zeit im Wettbewerb miteinander, insbesondere auf dem Gebiet des Highschoolsports.
Der bekannte Kosmologe Howard P. Robertson wurde 1903 in Hoquiam geboren. Der Kongressabgeordnete Albert Johnson, während der 1920er Jahre Vorsitzender des United States House of Representatives Committee on Immigration, lebte zeitweise hier und hat auch seine letzte Ruhestätte am Ort.
Der Ort lebte in der Vergangenheit von der Holzindustrie und verwandten Wirtschaftszweigen; diese sind in den letzten Jahren etwas rückläufig. Jedes Jahr findet im September ein Holzfällerwettbewerb statt, der von einer Parade begleitet wird. Das Ereignis ist über die Grenzen der Region hinaus bekannt.

## Geographie

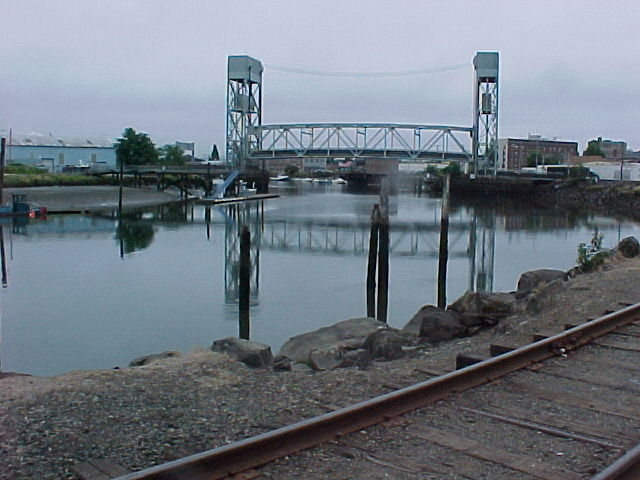
Hebebrücke über den Hoquiam River

Hoquiam liegt am östlichen Ende des Nordufers des Mündungstrichters des Chehalis Rivers bei 46° 59′ N, 123° 53′ W. In Hoquiam mündet der Hoquiam River in den Grays Harbor. Im Osten grenzt die Stadt an Aberdeen.
Nach den Angaben des United States Census Bureaus hat die Stadt eine Fläche von 40,40 km², davon entfallen 23,36 km² auf Land und 17,0 km² (= 41,14 %) auf Wasserflächen.
Der U.S. Highway 101 und eine Trasse der Union Pacific Railroad führen durch das Stadtgebiet von Hoquiam. Auf einer Halbinsel befindet sich der Flugplatz Bowerman Field mit dem ICAO-Code KHQM. Es ist die einzige Landemöglichkeit für jetgetriebene Flugzeuge an der Westküste Washingtons. Die Landebahn ist 1524 m lang.

## Demographie
Zum Zeitpunkt des United States Census 2000 bewohnten 9097 Personen die Stadt. Die Bevölkerungsdichte betrug 383 Personen pro km². Es gab 4023 Wohneinheiten, durchschnittlich 169,4 pro km². Die Bevölkerung Hoquiams bestand zu 89,32 % aus Weißen, 0,32 % Schwarzen oder African American, 3,86 % Native American, 1,18 % Asian, 0,07 % Pacific Islander, 2,09 % gaben an, anderen Rassen anzugehören und 3,18 % nannten zwei oder mehr Rassen. 5,75 % der Bevölkerung erklärten, Hispanos oder Latinos jeglicher Rasse zu sein.
Die Bewohner Hoquiams verteilten sich auf 3640 Haushalte, von denen in 31,8 % Kinder unter 18 Jahren lebten. 41,8 % der Haushalte stellen Verheiratete, 14,7 % hatten einen weiblichen Haushaltsvorstand ohne Ehemann und 38,3 % bildeten keine Familien. 31,6 % der Haushalte bestanden aus Einzelpersonen und in 15,4 % aller Haushalte lebte jemand im Alter von 65 Jahren oder mehr alleine. Die durchschnittliche Haushaltsgröße betrug 2,47 und die durchschnittliche Familiengröße 3,09 Personen.
Die Stadtbevölkerung verteilte sich auf 27,4 % Minderjährige, 8,6 % 18–24-Jährige, 26,6 % 25–44-Jährige, 22,0 % 45–64-Jährige und 15,3 % im Alter von 65 Jahren oder mehr. Das Durchschnittsalter betrug 36 Jahre. Auf jeweils 100 Frauen entfielen 94,7 Männer. Bei den über 18-Jährigen entfielen auf 100 Frauen 89,3 Männer.
Das mittlere Haushaltseinkommen in Hoquiam betrug 29.658 US-Dollar und das mittlere Familieneinkommen erreichte die Höhe von 34.859 US-Dollar. Das Durchschnittseinkommen der Männer betrug 33.417 US-Dollar, gegenüber 23.558 US-Dollar bei den Frauen. Das Pro-Kopf-Einkommen in Hoquiam war 15.089 US-Dollar. 19 % der Bevölkerung und 16,1 % der Familien hatten ein Einkommen unterhalb der Armutsgrenze, davon waren 26,5 % der Minderjährigen und 8,9 % der Altersgruppe 65 Jahre und mehr betroffen.

## Sport
Das Hauptsportteam der Stadt sind die Hoquiam High School Grizzlies. 2004 gewann das Baseballteam der Jungen die 2A-Staatsmeisterschaft ohne Punktverlust. Die Stadt war von 1995 bis 1997 auch Heimat der in der Western Baseball League spielenden Grays Harbor Gulls, die ihre Heimspiele im Olympic Stadium absolvierten. Das Stadion ist in das National Register of Historic Places eingetragen. Historisch war die Stadt auch Heimat mehrerer Teams der Minor League Baseball, darunter die Hoquiam Loggers und die Grays Harbor Ports.

## Persönlichkeiten

### Söhne und Töchter der Stadt
- Eldon Bargewell (), Generalmajor
- Harris Ellsworth (1899–1986), US-Kongressman für und Senator in Oregon
- George Herbert Hitchings (1905–1998), Biochemiker, Forschungsdirektor der Burroughs Wellcome & Company
- Richard McLean (1934–2014), zeitgenössischer Maler
- Walt Morey (1907–1992), Kinderbuchautor
- Howard P. Robertson (1903–1961), Mathematiker und Physiker

### Weitere Persönlichkeiten
- William Edward Boeing (1881–1956), Gründer des Flugzeugherstellers Boeing, lebte und betrieb einen Holzhandel in Hoquiam
- Robert Cantwell (1908–1978), Schriftsteller und Literaturkritiker, arbeitete in den 1920er Jahren in Houiam
- Jack Elway (1931–2001), Quarterback und Trainer, ging in Hoquiam zur Highschool
- Lynn Kessler, ehemalige Abgeordnete im Repräsentantenhaus Washingtons, lebt in Hoquiam
- Martin F. Smith (1891–1954), US-Kongressman, war Rechtsanwalt, Stadtrat und Bürgermeister in Hoquiam

## Belege
1. ↑  www.cityofhoquiam.com. (abgerufen am 27. Mai 2024).
2. ↑  U.S. Census Bureau QuickFacts: Hoquiam city, Washington. Abgerufen am 26. Februar 2022 (englisch).
3. ↑  Population and Housing Unit Estimates. Abgerufen am 21. Januar 2019 (englisch).
4. ↑  U.S. Decennial Census. Census Bureau, ehemals im Original (nicht mehr online verfügbar); abgerufen am 6. Juni 2013 (englisch). (Seite nicht mehr abrufbar. Suche in Webarchiven)  Info: Der Link wurde automatisch als defekt markiert. Bitte prüfe den Link gemäß Anleitung und entferne dann diesen Hinweis.